# Batovo, Dobrici
Batovo (în bulgară Батово, în română Ceatalar) este un sat în comuna Dobricika, regiunea Dobrici, Dobrogea de Sud, Bulgaria. 
Între anii 1913-1940 a făcut parte din plasa Balcic a județului Caliacra, România. Localitatea e situată în „Valea fără iarnă” (Valea Batovei).
Vasile Stroescu în lucrarea Dobrogea nouă pe căile străbunilor nota: Satul Ceatalar e situat pe văile Fatmagic și Batova, având la răsarit Ciceclibouron și Taucciil, la apus Duziorman, la miazăzi Bazarghian meșe și la miazănoapte Fatmagic. Apele care udă sunt Fatmagic și Batova. Se învecinează la răsărit cu satul Alaclise, la apus Tulugea și Ciucurovo, la miazănoapte Iastăccilar și la miazăzi Gheiciler. La Fatmagic bair se găsea, acum câțiva ani, un inel de fier, de care s-au legat corăbiile pe vremuri, când marea se întindea și peste aceste văi.

## Demografie
Componența etnică a satului Batovo
     Bulgari (31,4%)
     Nicio identificare (24,23%)
     Romi (34,9%)
     Turci (8,84%)
     Altele (0,6%)
La recensământul din 2011, populația satului Batovo era de 656 locuitori. Nu există o etnie majoritară, locuitorii fiind romi (34,9%), bulgari (31,4%) și turci (8,84%). Pentru 24,23% din locuitori nu este cunoscută apartenența etnică.